# Rhinosimus vaulogeri
Rhinosimus vaulogeri es una especie de coleóptero de la familia Salpingidae.

## Distribución geográfica
Habita en Argelia.